# Leucotrichia tritoven
Leucotrichia tritoven är en nattsländeart som beskrevs av Oliver S. Flint Jr. 1996. Leucotrichia tritoven ingår i släktet Leucotrichia och familjen smånattsländor. Inga underarter finns listade i Catalogue of Life.